# Batalha de Gumbinnen
A Batalha de Gumbinnen, iniciada em 20 de agosto de 1914, foi a primeira grande ofensiva na Frente Oriental durante a Primeira Guerra Mundial. As forças russas, com superioridade numérica de efetivos, obtiveram sua primeira vitória.
Encorajado pelo sucesso na Batalha de Stalluponen e aconselhado pelo general von François, o comandante alemão Maximilian von Prittwitz, decidiu empreender um ataque ao 1º Exército russo, comandado pelo general Paul von Rennenkampf.
Consciente de que o 2º Exército russo, do general Alexander Samsonov, movia-se pelo norte da Polônia, von Prittwitz decidiu confrontar as tropas de von Rennenkampf, que avançava para o leste, tentando evitar a junção dos dois exércitos invasores.

## Batalha
Tendo designado um corpo de exército para cobrir a retaguarda do 8º Exército alemão contra uma possível aproximação das tropas de Samsonov, von Prittwitz formou três corpos reforçados com uma divisão adicional, dispostos numa linha ao sul de Gumbinnen, por aproximadamente 40 km para o interior da fronteira da Prússia Oriental.
Entretanto, a ofensiva alemã foi prematuramente desencadeada pelo general Herman von François por volta das 4 horas da manhã, mesmo antes que os outros dois corpos tivessem completado seus preparativos para o ataque.
O general August von Mackensen, no centro, e o general Otto von Bellow, ao sul, não atingiram sua capacidade total de combate, enquanto a divisão adicional despachada por von Prittwitz, sequer havia chegado ao teatro de operações, para ter qualquer participação na batalha.
Embora o 1º Exército russo de von Rennenkampf defendesse ferozmente suas posições, seu flanco direito entrou em colapso ao meio-dia, depois de ter esgotado sua munição, e retirou-se, sendo perseguido por von François por 8 km. Esse intervalo levou von Mackensen a lançar seu próprio ataque quando seu corpo estava pronto, por volta das oito da manhã, seguido pelo de von Bullow ao meio-dia.
Porém o 1º Exército russo, alertado pelo ataque prematuro de von François, havia reposicionado sua pesada artilharia na linha de frente, causando um massacre entre as tropas von Mackensen e von Bellow, forçando-os a recuar desordenadamente por cerca de 24 km. O general von François, ciente de que a frente alemã fora bloqueada ao centro e ao sul, viu-se igualmente obrigado a ordenar a retirada de sua divisão.
Aproveitando a desordem que se seguiu, os russos fizeram seis mil prisioneiros alemães.
Sob a intensa comoção causada pela eficácia do contra-ataque russo, e temendo que o 2º Exército de Samsonov se juntasse ao 1º Exército de Rennenkampf, impondo um cerco; von Prittwitz ordenou a retirada geral em direção ao rio Vístula, apesar da aparente falta de interesse de Rennenkampf em perseguir os alemães fugitivos.
As ordens de von Prittwitz, de fato, envolviam a cessão da totalidade da Prússia Oriental ao exército russo.

## Desdobramentos
Helmuth von Moltke, chefe do Estado-Maior alemão em Berlim, irritou-se com a decisão de retirar o 8º Exército da Prússia Oriental, chamando von Prittwitz e seu Chefe de Estado-Maior, von Waldersee, para Berlim, a fim de destituí-los do comando.
O general da reserva, Paul von Hindenburg foi convocado e von Moltke nomeou-o para o comando do 8º Exército, atribuindo-o como Chefe de Estado Maior do 8º Exército o arrojado general Erich Ludendorff, que acabara de se destacar na frente ocidental durante captura da cidade belga de Liege.
Felizmente para von Hindenburg, a retirada para o Vístula não havia sido concluída quando ele chegou em 23 de agosto para assumir o cargo.
Após consultas com Ludendorff e o coronel Max Hoffmann, segundo chefe de operações, Hindenburg conseguiu cancelar a retirada e reagrupar suas tropas para lançar uma nova ofensiva contra o segundo exército russo de Samsonov, engajando-se na decisiva Batalha de Tannenberg.